# Harding Szent István
További jelentéseket lásd a Szent István (egyértelműsítő lap)on!
Harding Szent István (angolul Saint Stephen Harding, latinul Sanctus Stephanus Hardingus, franciául Saint Etienne Harding szlovénül Sveti Štefan Harding, vendül Števan Harding Svéti), (Dorset, kb. 1059 – Cîteaux, 1134. március 28.) angol szent, a ciszterci szerzetesrend egyik alapítója és rendtagja.

## Élete
Cornwall közelében született. Sokat tanult, anyanyelve mellett elsajátította a franciaországi normann nyelvet és a latint is. Tanulmányai végeztével belépett sherbournei kolostor kötelékébe, aztán folytatta tanulmányait Írországban Lismoreban, utána Franciaországba, a párizsi egyetemre ment és végül Rómában fejeződtek be tanulóévei. Párizsban ismerkedett meg Damiani Szent Péterrel, akinek hatására lépett be Burgundiában található molesmei bencés kolostorba. Idővel észrevette, hogy a kolostor lezüllött, ezért Szent Alberikkel elhagyta azt és Cîteauxban telepedtek le, Dijontól délre. Itt új szerzetesrendet alapítottak, amely Cîteaux latin neve, a Cistercium kapta a ciszterci nevet. Az új rend jóval centralizáltabb volt és a fizikai munkára is nagy hangsúlyt fektetett, akárcsak az imádságra, de a munkát nem a korlátlan vagyonszerzésre alkalmazta. Idővel a rend igen nagy népszerűségre tett szert. 1108-ban István lett a harmadik apátja. Ő írta a rend alapokmányának tekinthető Carta Caritatis-t is, ezért is tekinthetjük a rend alapítójának. 1134-ben bekövetkezett halála után nem sokkal, 1147-ben a ciszter szerzetes rendet már meghívta Magyarországra is II. Géza.

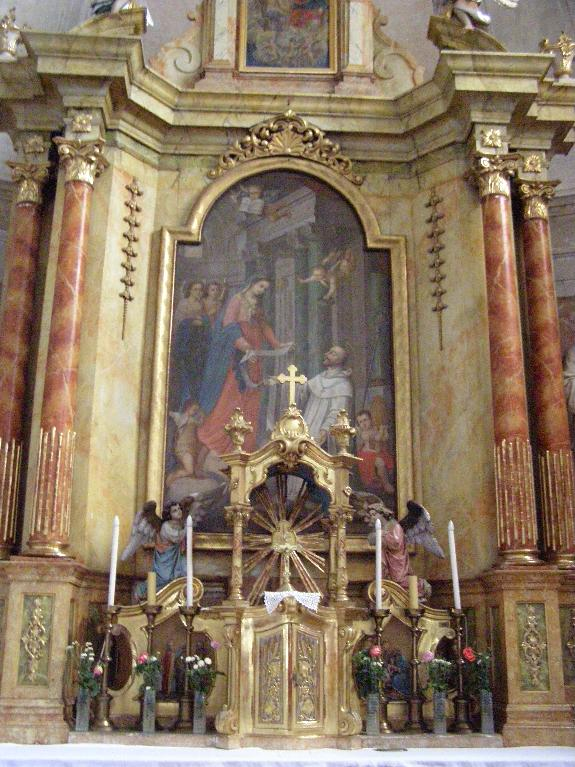
Az apátistvánfalvai templom főoltárának képe: Szűz Mária a skapulárét adja át Harding Szent Istvánnak.

Halálának napja a szent ünnepe is egyben. A Magyarországon letelepedett clairvauxi ág a trois fontainesiek Szentgotthárdon alapítottak monostort 1183-ban. A birtokukhoz tartozó egyik faluban, Apátistvánfalván 1785-ben barokk stílusú templomot építettek, amikor a szentgotthárdi apátság a Heiligenkreuzi apátság fennhatósága alá került. A falu védőszentje már 1683 óta Harding Szent István volt, aki egyúttal a templom patrónusa is lett, ünnepét (július 16.) évente búcsújárással ünneplik ma is a lakók. A templom főoltárán látható a szent legendája egy olajfestményen, mely ismeretlen mester alkotása. A kép azt örökíti meg, amikor Szűz Mária a rendi vállruhát adja át Istvánnak.

## Külső hivatkozás
- Katolikus enciklopédia – Harding Szent István (angol)

## Magyar nyelvű életrajz
Istvánról magyar nyelven ezidáig – eltekintve a „Szentek élete”-iben lévő kisebb vázlatoktól – mindössze egyetlen egy életrajz jelent meg:
- Dalgairns J. B. – Newman J. H. – Thurston H. S.J.: Harding Szent István élete (Citeaux -i apátnak, a ciszterci-rend alapítójának élete), Szent István Társulat, Budapest, 1929, 220 p